# Адріана Сантус
Адріана Сантус (порт. Adriana Santos, 18 січня 1971) — бразильська баскетболістка.
Срібна призерка Олімпійських Ігор 1996 року, бронзова призерка 2000 року, учасниця 1992 року.
Переможниця Панамериканських ігор 1991 року.
Чемпіонка світу 1994 року.